# 구자철 (기업인)
구자철(具滋哲, 1955년 2월 14일~)은 대한민국의 기업인이다. (주)예스코 회장이다.

## 학력
- ~1973년: 경기고등학교 졸업
- ~1980년: 한국외국어대학교 영어학 학사
- ~1982년: 조지 워싱턴 대학교 대학원 경영학 석사

## 경력
- 1983년: 럭키금성상사 국제금융부 외환과
- 1984년: 럭키금성상사 뉴욕 현지법인 금융과장
- 1989년: 럭키금성상사 동경 현지법인 금융부장
- 1993년: 세일산업 대표이사
- 국술원 명예회장
- 2003년: (주)한성 회장
- 2013년 1월~:(주)예스코 회장
- 2016년 1월~2020년 4월: 제13~14대 한국도시가스협회 회장
- 2018년 4월~: 예스코홀딩스 회장
- 2023년: 제18대 경기고등학교 총동창회장[1]

## 수상
- 2017년: 매경이코노미 대한민국 100대 CEO
- 2018년: 매경이코노미 대한민국 100대 CEO
- 2020년: 외대상(HUFS Awards)[2]

## 가족 관계
- 할아버지 구재서(具再書)
- 할어머니 진양 하씨(晉陽 河氏)
  - 백부 구인회(1906년~1969년)
  - 아버지 구태회(1924년~2016년)
  - 어머니 최무(1924년~2011년)
    - 누님 구근희(1944년~)
    - 형님 구자홍(1946년~2022년)
    - 형수 지순혜(1944년~)
      - 조카 구진희(1977년~)
      - 조카 구본웅(1979년~)

    - 형님 구자엽(1951년~)
    - 형수 김태향(1951년~2012년)
      - 조카 구은희(1976년~)
      - 조카 구본규(1978년~)

    - 누님 구혜정(1948년~)
    - 형님 구자명(1952년~2014년)
    - 형수 조미연(1953년~)
      - 조카 구본혁(1978년~)
      - 조카 구윤희(1983년~)

    - 아내 홍정원(1956년~)
      - 장녀 구원희(1981년~)
      - 장남 구본권(1986년~)

  - 숙부 구평회(1931년~2013년)
  - 숙모 문남
  - 숙부 구두회(1936년~2011년)
  - 숙모 유한선